# Tbilisi
Tbilisi (gruzinsko თბილისი, latinizirano: tʰbilisi; zgodovinsko Tiflis) je glavno mesto in največje mesto Gruzije. Leži na bregovih reke Kure (Mtkvari) in ima skupaj z bližnjo okolico približno 1,2 milijona prebivalcev.
Mesto je ustanovil Vahtang I. (Gorgasali), kralj Kavkaške Iberije, v 5. stoletju našega štetja, od takrat pa je služilo kot glavno mesto različnih gruzijskih kraljestev in republik. Med letoma 1801 in 1917 je bil Tbilisi, takrat del ruskega imperija, sedež cesarskega podkralja, ki je upravljal tako južni kot severni Kavkaz.
Zaradi svoje lege na križišču med Evropo in Azijo ter bližine donosne Svilne ceste je bil skozi zgodovino mesto sporov med različnimi svetovnimi silami. Lega mesta še danes zagotavlja pomembno tranzitno vlogo za različne energetske in trgovinske projekte. Raznolika zgodovina Tbilisija se kaže v njegovi arhitekturi, ki je mešanica srednjeveške, neoklasicistične, beaux-arts, art nouveau, stalinistične in moderne arhitekture.
Zgodovinsko gledano je bil Tbilisi dom številnih kulturnih, etničnih in verskih okolij, čeprav danes prevladuje vzhodno pravoslavje. Njegove pomembne turistične točke so stolnica Sameba in Sionska stolnica, Trg svobode, Rustavelijeva avenija in avenija Agmašenebeli, srednjeveška trdnjava Narikala, psevdomavrsko operno gledališče in Gruzijski narodni muzej ter druge.

## Ime in etimologija
Ime Tbilisi izvira iz starogruzijskega t'bilisi (თბილისი), ali pa od tpili (თბილი, »toplo«). Ime T'⁠bili ali T'⁠bilisi (dobesedno »topel kraj«) je mesto dobilo zaradi številnih žveplovih vrelcev.
Do leta 1936 je bilo ime mesta v večini jezikov Tiflis, gruzijsko pa ტფილისი (Tpilisi).
17. avgusta 1936 so bila na ukaz sovjetskega vodstva uradna ruska imena različnih mest spremenjena tako, da bi se bolj ujemala z lokalnim jezikom. Poleg tega je bila na predlog gruzijskih jezikoslovcev posodobljena gruzijska oblika T'⁠pilisi; starodavno gruzijsko komponento ტფილი (tpili, »toplo«) je nadomestila novejša თბილი (tbili). Ta oblika je bila osnova za novo uradno rusko ime (Тбилиси – Tbilisi). Večina drugih jezikov je nato sprejela novo ime, nekateri jeziki, kot so turščina, perzijščina, grščina in nemščina, pa so ohranili različico Tiflis.
Nekatera tradicionalna imena Tbilisija v drugih jezikih regije imajo različne korenine. Osetinsko ime Калак (Kalak) izhaja iz gruzijske besede ქალაქი (»kalaki«), ki pomeni preprosto »mesto«. Čečenščina in inguščina uporabljata obliko imena, ki je podobna ali enaka njihovemu poimenovanju države (Гуьржех – Gürƶex), kot tudi zgodovinsko kabardinsko ime (Курджы – Kwrdžy). Abhaško ime Қarҭ (Ķarț) izvira iz mingrelščine ქართი (Karti).

## Geografija

### Lega
Tbilisi leži na južnem Kavkazu na 41 ° 43 ' severne širine in 44 ° 47 ' vzhodne dolžine. Leži v vzhodni Gruziji na obeh bregovih reke Kure (ki se v gruzinščini imenuje Mtkvari). Nadmorska višina se giblje med 380–600 m nadmorske višine in ima obliko amfiteatra, ki ga s treh strani obdajajo gore: s severa pogorje Saguramo, z juga in zahoda pa različni konci pogorja Trialeti. Vzhodno in jugovzhodno od Tbilisija je Iorska planota
Relief Tbilisija je zapleten. Del mesta na levem bregu reke Mtkvari se razprostira več kot 30 km od predmestja Avčala do reke Ločini. Del mesta na desnem bregu je zgrajen ob vznožju pogorja Trialeti, katerega pobočja se v mnogih primerih spuščajo vse do reke. Gore so zato pomembna ovira razvoju mesta na desnem bregu reke. V takšnem okolju so nastali žepi zelo gosto razvitih območij, ostali deli mesta pa so zaradi razgibanega reliefa manj nerazviti.
Severno od mesta je veliko akumulacijsko jezero (znano kot »Tbilisijsko morje«), ki ga napajajo namakalni kanali.

### Podnebje
Tbilisi ima subtropsko vlažno podnebje (Köppnova klasifikacija: Cfa) z znatnimi celinskimi vplivi. Poletja so zelo topla, zime pa zmerno hladne. Tako kot druge regije Gruzije je tudi Tbilisi vse leto deležen večjih količin padavin brez izrazitega sušnega obdobja. Na podnebje mesta vplivajo suhe (srednjeazijske/sibirske) zračne mase z vzhoda in oceanske (atlantske/črnomorske) zračne mase z zahoda. Gorske verige, ki z večine strani omejujejo mesto, neposredna bližina velikih vodnih teles (Črno morje in Kaspijsko jezero) in območje Visokega Kavkaza na severu, ki blokira vdor hladnih zračnih mas iz Rusije, dajejo Tbilisiju razmeroma blago mikroklimo v primerjavi z drugimi mesti, ki imajo podobno podnebje na istih zemljepisnih širinah.
Povprečna letna temperatura v Tbilisiju je 13,3 °C. Januar je najhladnejši mesec s povprečno temperaturo 2,3 °C. Julij je najbolj vroč mesec s povprečno temperaturo 24,9 °C. Najvišje dnevne temperature v običajnem letu povprečno 22-krat dosežejo ali presežejo 32 °C. Absolutna najnižja zabeležena temperatura je bila –24,4 °C  januarja 1883, absolutna najvišja vrednost pa je bila 17. julija 1882 42,0 °C. Povprečna letna količina padavin je 495,5 mm. Maj je najbolj vlažen mesec (povprečno 77,6 mm) padavin, januar pa najbolj suh (v povprečju 18,9 mm) padavin. Sneg pada v povprečju 15–25 dni na leto. V večini delov Tbilisija vse leto prevladujejo severovzhodni vetrovi. Pogosti so tudi jugovzhodni vetrovi.

## Zgodovina

### Zgodnja zgodovina
Arheologi so odkrili dokaze o stalni naselitvi tbiliskega predmestja Dighomi od zgodnje bronaste dobe in kamnite artefakte iz obdobja paleolitika . V pozni bronasti do zgodnji železni dobi je bilo največje naselje na Kavkazu . Po legendi je bilo današnje ozemlje Tbilisija pokrito z gozdovi že leta 458. Ena splošno sprejeta varianta mita o ustanovitvi Tbilisija navaja, da je iberski kralj Vahtang I. odšel na lov na močno gozdnato območje s sokolom. Kraljevi sokol naj bi med lovom ujel ali poškodoval fazana, nakar sta obe ptici padli v bližnji vroči izvir in zaradi opeklin poginili. Kralj Vahtang se je tako navdušil nad vročimi vrelci, da se je odločil očistiti gozd in na lokaciji zgraditi mesto.
Iberski kralj Dači, Vahtangov naslednik, je prestolnico Iberije preselil iz Mchete v Tbilisi in začel graditi trdnjavsko obzidje, ki je določilo nove meje mesta. Od 6. stoletja dalje je Tbilisi, zaradi strateške lege regije vzdolž pomembnih trgovskih in potovalnih poti med Evropo in Azijo, neprestano rasel.

### Tuja nadvlada
Ugodna lega Tbilisija pa ni nujno pomenila dobro preživetje. Strateško umeščen v osrčje Kavkaza je mesto postalo predmet rivalstva med različnimi silami v regiji, kot so Rimsko cesarstvo, Partsko cesarstvo, Sasanidsko cesarstvo, Arabci, Bizantinsko cesarstvo in seldžuški Turki. Kulturni razvoj mesta je bil nekoliko odvisen od tega, kdo je vladal mestu v različnih obdobjih, čeprav je bil Tbilisi dokaj svetovljanski.
Od leta 570–80 do leta 627 so mestu vladali Perzijci, ko so ga opustošile bizantinske / hazarske vojske. Pozneje v letih 736–738 so v mesto vstopile arabske vojske pod Marvanom II. Arabci so ustanovili emirat s središčem v Tbilisiju. Leta 764 so Tbilisi - še vedno pod arabskim nadzorom - Hazarji znova opustošili. Leta 853 je v Tbilisi vdrla vojska arabskega generala Bugha al-Kabirja, da bi ga vrnil Abasidom. Arabska dominacija Tbilisija se je nadaljevala do leta 1050. Leta 1068 je bilo mesto spet opustošeno, tokrat so ga zajeli Seldžuški Turki pod sultanom Alp Arslanom.

### Prestolnica Gruzije
Leta 1121 so po težkih bojih s Seldžuki, vojaki gruzijskega kralja Davida IV. oblegali Tbilisi. Obleganje se je končalo leta 1122, in David je preselil svojo rezidenco iz Kutaisija v Tbilisi. Mesto je postalo glavno mesto združene gruzijske države, in začela se je gruzijska zlata doba. Od 12. do 13. stoletja je Tbilisi postal regionalna sila s cvetočim gospodarstvom in presenetljivimi kulturnimi rezultati. Do konca 12. stoletja je prebivalstvo Tbilisija naraslo na 100.000. Mesto je postalo tudi pomembno literarno in kulturno središče ne samo Gruzije, ampak tudi vzhodnega pravoslavnega sveta. Med vladavino kraljice Tamare je v Tbilisiju deloval Šota Rustaveli, medtem ko je pisal svojo legendarno epsko pesem Vitez v tigrovi koži , ki velja za nacionalni ep. To obdobje pogosto imenujejo 'zlata doba Gruzije'  ali gruzijska renesansa.

### Mongolska dominacija in obdobje nestabilnosti
Zlata doba ni trajala več kot stoletje. Leta 1226 je Tbilisi zajel hvarezmski cesar šah Džalal ad-Din in mestno obrambo močno opustošil, da je postala ranljiva. Leta 1236 je Gruzija po hudih porazih prišla pod mongolsko oblast. Sam narod je ohranil obliko pol-samostojnosti in ni izgubil državnosti, toda v Tbilisiju so v naslednjem stoletju tako politično kot kulturno trdo vladali Mongoli. V 1320-ih so se Mongoli umaknili iz Gruzije in Tbilisi je znova postal prestolnica neodvisne gruzijske države. Mesto je leta 1366 prizadel izbruh kuge.
Od konca 14. do konca 18. stoletja je bil Tbilisi še enkrat pod oblastjo tujih napadalcev in večkrat do tal  pogorel. Leta 1386 je mesto napadel Timur Lenk. Leta 1444 je mesto napadel in uničil turkmenski  Džahan šah (šah mesta Tabriz v Perziji). Od leta 1477 do 1478 je mesto obvladovalo pleme Ak Kojunlu oguške turške rodbine Uzun Hasana.

### Iranski nadzor
Že v 1510-ih so Tbilisi ter kraljestvi Kartli in Kaheti postali vazalna ozemlja iranskih Safavidov.  Leta 1522 je bil v Tbilisi prvič nameščen velik garnizon safavidske vojske. Po smrti šaha Ismaila I. (vladal 1501–1524) je kralj David X. iz Kartlija Irance izgnal. V tem obdobju so bili številni deli Tbilisija obnovljeni in rekonstruirani. Štiri akcije kralja Tahmaspa I. (vladal 1524–1576) so povzročile ponovno okupacijo Kartlija in Kahetija. Od leta 1551 dalje je bila v Tbilisiju stalno nameščena vojska Safavidov.  S pogodbo iz Amasje iz leta 1555, odločneje pa od 1614 do 1747, je bil Tbilisi pomembno mesto pod iransko oblastjo in je deloval kot sedež iranskih kraljev Kartlija, ki jim je šah podelil naslov vali (iz arabskega والي Wāli - upravitelj upravne enote). Pod poznejš vladavino Teimuraza II. in Heraklija II. je Tbilisi postal živahno politično in kulturno središče brez tuje vladavine. V strahu pred nenehno grožnjo vdorov so gruzijski vladarji z Georgievsko pogodbo iz leta 1783 iskali rusko zaščito. Kljub temu sporazumu je mesto leta 1795 zajel in opustošil iranski kadžarski vladar Mohamed kan Kadžar, ki si je prizadeval za ponovno vzpostavitev iranskega tradicionalnega suzerenstva. 

### Ruski nadzor
Leta 1801 je Ruski imperij priključil gruzijsko kraljestvo Kartli-Kaheti (z glavnim mestom Tbilisi), in oblast pozneje utrdil s pogodbo iz Gulistana iz leta 1813 , s katero je bil končan iranski nadzor nad Gruzijo. Tbilisi je postal središče gubernije Tiflis. Ruski carski upravitelji so uvedli nov načrt mesta v evropskem slogu in naročili nove stavbe v zahodnih slogih. Zgrajene so bile ceste in železnice za povezavo Tbilisija z drugimi pomembnimi mesti v Ruskem imperiju, kot sta Batumi in Poti. Do 1850-ih je Tbilisi znova postal veliko trgovsko in kulturno središče. Ilia Čavčavadze, Akaki Cereteli, Mirza Fatali Ahundov, Iakob Gogebašvili, Aleksander Gribojedov in številni drugi državniki, pesniki in umetniki so našli svoj dom v Tbilisiju. Mesto so večkrat obiskali in bili nad njim navdušeni  Puškin,  Tolstoj, Lermontov, družina Romanovih in drugi. Glavna nova arterija, zgrajena pod rusko upravo, je bila avenija Golovin (današnja Rustavelijeva avenija), na kateri so kavkaški podkralji postavili  svojo rezidenco. Večji del 19. stoletja je bila največja etnična skupina v Tbilisiju armenska, ki je v nekem trenutku tvorila 74,3 % prebivalstva .
- Suhi most, italijanskega arhitekta Antonia Scudierija
- Rustavelijeva avenija kot se vidi iz današnjega Trga svobode
- Stavba Mestne hiše
- Grand Hotel Kavkaz v centru Tbilisija, c. 1900
- Stavba Gruzijskega muzeja umetnosti, zgrajena 1830-ih, foto ok. 1900
- Tatarski bazar, s cerkvijo Metehi na griču.
- Cerkev Aleksandra Nevskega uničena, da bi zgradili današnji parlament

### Kratka neodvisnost
Po ruski revoluciji leta 1917 je mesto služilo kot sedež zakavkaške začasne vlade, ki je spomladi 1918 ustanovila kratkotrajno neodvisno kavkaško federacijo s prestolnico v Tbilisiju. V mestu je v tem času živelo približno enako število Armencev, Gruzijcev in Rusov, ki so bili tretja največja etnična skupina . V nekdanji palači kavkaškega podkralja je bila 26. do 28. maja 1918 razglašena neodvisnost zakavkaških narodov Gruzije, Armenije in Azerbajdžana. Po tem je Tbilisi deloval kot glavno mesto Demokratične republike Gruzije do 25. februar 1921. Od leta 1918 do 1919 je bilo v mestu zaporedno tudi nemško in britansko vojaško poveljstvo.
Pod nacionalno vlado in ustanovitvi Državne univerze Tbilisi leta 1918, se je Tbilisi spremenil v prvo kavkaško univerzitetno mesto . 25. februarja 1921 je Tbilisi, po ogorčenih bojih na obrobju mesta in vdoru boljševiške ruske Rdeče armade, razglasil sovjetsko vladavino.

### Sovjetska oblast
Demokratično republiko Gruzijo so leta 1921 zasedle sovjetske boljševiške sile. Do leta 1936 je Tbilisi deloval najprej kot glavno mesto Zаkаvkaške SFSR (ki je vključevala Armenijo, Azerbajdžan in Gruzijo), nato pa do leta 1991 kot glavno mesto Gruzijske sovjetske socialistične republike. V času sovjetske vladavine se je prebivalstvo Tbilisija močno povečalo, mesto je postalo bolj industrializirano, postalo je tudi pomembno politično, družbeno in kulturno središče Sovjetske zveze. Leta 1980 je mesto gostilo prvi od države dovoljen rock festival v ZSSR. Kot pomembna turistična točka sovjetskih državljanov in tujih obiskovalcev je bilo v 1970-ih in 1980-ih letih rekonstruirano staro mesto Tbilisija (soseska znotraj mestnega obzidja) .
Tbilisi je bil leta 1956 priča množičnim proruskim demonstracijam in pokolu 9. marca v znak protesta proti stalinistični politiki Nikite Hruščova. Mirni protesti so se zgodili leta 1978, leta 1989 pa so se mirni protesti 9. aprila spremenili v tragedijo, ko je sovjetska vojska razgnala protisovjetske demonstrante, zaradi česar je bilo 21 mrtvih in na stotine poškodovanih. 9. april se danes spominja kot Dan narodne enotnosti in je državni praznik.

### Po osamosvojitvi
Od razpada Sovjetske zveze je Tbilisi doživel obdobja velikih nestabilnosti in nemirov. Po kratki državljanski vojni, ki jo je mesto preživelo od decembra 1991 do januarja 1992 (ko sta se spopadli pro-Gamsahurdijeve in opozicijske sile), je Tbilisi postal prizorišče pogostih oboroženih spopadov med različnimi mafijskimi klani in ilegalnimi nosilci dejavnosti. V  Ševardnadzejevem obdobju (1993–2003) sta kriminal in korupcija postajala vedno bolj razširjena v večini družbe. Številni segmenti družbe so obubožali zaradi brezposelnosti zaradi propadajočega gospodarstva. Povprečni prebivalci Tbilisija so bili  vse bolj razočarani glede kakovost življenja v mestu (in v državi na splošno). Novembra 2003 so se odvijali množični protesti, potem ko so ponarejene parlamentarne volitve na ulice prignale več kot 100.000 ljudi in se zaključile z revolucijo vrtnic. Po letu 2003 je bila v Tbilisiju občutno večja stabilnost, manjša stopnja kriminala, izboljšano gospodarstvo in razcvet nepremičnin . Med vojno v Južni Osetiji 2008 je območje Tbilisija prizadelo več ruskih zračnih napadov.
Po vojni se je začelo več obsežnih projektov, vključno s sistemom javnih prevozov , železniško obvoznico in premestitvijo osrednje postaje ter novimi mestnimi cestami . V juniju 2015 je poplava ubila najmanj 12 ljudi in povzročila pobeg živali iz mestnega živalskega vrt na ulice.

## Uprava
Status Tbilisija kot prestolnice države je opredeljen v 10. členu ustave Gruzije (1995) in zakona o gruzijski prestolnici - Tbilisi (20. februarja 1998).
Mesto upravljata mestna skupščina Tbilisija (sakrebulo) in mestna hiša Tbilisi (meria). Mestna skupščina se izvoli enkrat na štiri leta. Župana izvolijo vsaka štiri leta na neposrednih volitvah.
Mesto je upravno razdeljeno na rajone (okrožja), ki imajo svoje centralne in lokalne uprave, pristojne za omejen obseg zadev. Ta nivo je bil ustanovljen pod sovjetsko vladavino v 1930-ih v skladu s splošno razdelitvijo Sovjetske zveze. Ko je Gruzija ponovno pridobila neodvisnost, je bil sistem rajonov spremenjen in prilagojen. Po zadnji reviziji ima Tbilisi deset rajonov:
- Mtacminda
- Vake
- Saburtalo
- Krcanisi
- Sani
- Samgori
- Čughureti
- Didube
- Nadzaladevi
- Gldani

Večina rajonov je dobila ime po zgodovinskih četrtih mesta. V vsakdanjem življenju se Tbilisijčani pogosteje ravnajo po neformalnem sistemu manjših zgodovinskih sosesk. Takih sosesk je več, vendar predstavljajo nekakšno hierarhijo, saj večina nima več izrazitih topografskih meja. Naravna prva stopnja delitve mesta je na desni in levi breg reke Kure/Mtkvari. Imena najstarejših sosesk segajo v zgodnji srednji vek in so včasih predmet velikega zanimanja jezikoslovcev. Najnovejše zgrajene soseske nosijo predvsem marketinška imena.
Avlabari velja za sestavni del tako imenovanega starega Tbilisija in je trenutno predmet načrtovanja in ohranjanja kulturne dediščine.

## Demografija
Kot večkulturno mesto je Tbilisi dom več kot 100 etničnih skupin. Približno 89 % prebivalcev predstavljajo etnični Gruzijci, velik del prebivalstva pa so druge etnične skupine, kot so Armenci, Rusi in Azerbajdžanci. Ob navedenih živijo tudi druge etnične skupine, vključno z Oseti, Abhazi, Ukrajinci, Grki, Nemci, Judje, Estonci, Kurdi, Asirci, Jazidi in drugi.
Več kot 95 % prebivalcev Tbilisija je kristjanov (med katerimi prevladuje Gruzinska pravoslavna cerkev). Pomembni sta tudi Ruska pravoslavna cerkev, ki je v polnem občestvu z Gruzinsko pravoslavno cerkvijo, in Armenska apostolska cerkev. Manjšina prebivalstva (približno 1,5 %) je muslimanov (večinoma šiitov), medtem ko približno 0,1 % prebivalstva prakticira judovstvo. Tu sta še Rimskokatoliška cerkev in jazidski Tempelj sultana Ezida.

## Arhitektura
Mestna arhitektura je mešanica lokalnega (gruzijskega) in bizantinskega, neoklasicističnega, art nouveau, eklektičnega, bližnjevzhodnega in sovjetskega modernega sloga. Zelo malo stavb je preživelo uničenje mesta leta 1795, zato večina zgodovinskih stavb v Tbilisiju izvira iz ruskega cesarskega obdobja (1801–1917). Najstarejši deli mesta (Kala, Abanotubani, Avlabari) so bili v veliki meri obnovljeni po srednjeveških načrtih ulic, nekatere stare hiše pa so celo sezidane na veliko starejših temeljih. Območja središča Tbilisija, ki so ga po evropskih zgledih zasnovale ruske oblasti (Sololaki, Rustavelijeva avenija, Vera, itd.), imajo zahodni videz, v katerem se prepletajo slogi, ki so bili v Evropi takrat priljubljeni: beaux arts, orientalističen ter različni neo slogi.
Tbilisi izstopa po številnih stavbah in detajlih iz obdobja art nouveau (pogost v soseskah Sololaki in Čughureti), ki je cvetelo od sredine 1890-ih do konca ruske vladavine. Komunistične oblasti so art nouveau razglasile za buržoaznega in uvedle eksperimentalno moderno arhitekturo. Bolj konzervativno in zgodovinsko napihnjeno stalinistično arhitekturo v Gruziji uteleša stavba Inštituta Marxa-Engelsa-Lenina ("Imeli") iz leta 1938, ki je zdaj hotel, Biltmore Hotel Tbilisi.
Povojna arhitektura Tbilisija je podobna modernizmu, ki ga najdemo drugod po Sovjetski zvezi. Kot odziv na stanovanjsko krizo po drugi svetovni vojni se je mesto močno razširilo. V desetletjih so se na obrobju mesta pojavile celotne nove soseske (Saburtalo, Dighomi), zgrajene s tehnologijo množične proizvodnje. Gruzijski arhitekti so ustvarili nekaj najzanimivejših arhitekturnih dosežkov Sovjetske zveze, med njimi zgradbo ministrstva za ceste leta 1975 in Poročno palačo leta 1984. Od razpada Sovjetske zveze je urbano pokrajino v veliki meri zaznamovala nenadzorovana gradnja. Nekdanje javne prostore so zasedle nove stolpnice in tako rekoč čez noč vznikajo prenapolnjene stanovanjske stavbe. Od leta 2004 mestna uprava poskuša zmanjšati količino nenadzorovanih gradbenih projektov in je pri tem zmerno uspešna.

## Znamenitosti
Tbilisi ima pomembne znamenitosti in stavbe vredne ogleda. Stavba parlamenta in vlade Gruzije, kot tudi Vrhovno sodišče Gruzije, pomembne kulturne znamenitosti so Gruzijski narodni muzej, Državni konservatorij Tbilisi, Gledališče opere in baleta Tbilisi, Državno akademsko gledališče Šota Rustaveli, Državno akademsko gledališče Marjanišvili, stolnica Sameba, palača Voroncov (danes znana tudi kot Otroška palača), številni državni muzeji, Nacionalna javna knjižnica parlamenta Gruzije, Narodna banka Gruzije, Tbilisijski cirkus, Most miru in druge pomembne institucije. V sovjetskih časih se je Tbilisi po številu muzejev nenehno uvrščal med najboljše štiri mesta Sovjetske zveze.
Od zgodovinskih znamenitosti mesta so najpomembnejše trdnjava Narikala (4. – 17. stoletje), bazilika Ančishati (6. stoletje, zgrajena v 16. stoletju),  Sionska stolnica (8. stoletje, pozneje obnovljena) in cerkev Metehi, Muzej etnografije na prostem, Žvepleno kopališče in Stari Tbilisi.

## Gospodarstvo
Tbilisi je gospodarsko središče države, ki ustvari skoraj 50 odstotkov gruzijskega BDP. Storitveni sektor, vključno z državnimi službami, prevladuje in prispeva 88 % k BDP. BDP na prebivalca v višini 10.336 gruzijskih larijev (3.600 EUR) presega nacionalno povprečje za več kot 50 %. V sektorju trgovine na debelo in drobno prevladuje sektor storitev, kar odraža vlogo Tbilisija kot tranzitnega in logističnega središča za državo in Južni Kavkaz. Proizvodni sektor prispeva le 12 % k BDP, vendar je po zaposlovanju in skupni dodani vrednosti precej večji kot predelovalni sektorji v kateri koli drugi regiji Gruzije. Stopnja brezposelnosti v Tbilisiju je, z 22,5 %, bistveno višja kot v regijah.

## Mednarodno sodelovanje

### Mesta, pobratena s Tbilisijem
Tbilisi je pobraten z naslednjimi mesti:
| - Saarbrücken, Nemčija (1975) - Nantes, Francija (1979) - Ljubljana, Slovenija (1977) - Innsbruck, Avstrija (1982) - Atlanta, ZDA (1987) - Palermo, Italija (1987) - Bristol, Združeno kraljestvo (1988) - Bilbao, Španija (1989) - Erevan, Armenija (1996) - Kijev, Ukrajina (1999) - Astana, Kazahstan (2005) | - Vilna, Litva (2009) - Kišinjev, Moldavija (2011) - Kairo, Egipt (2012) - Doha, Katar (2012) - Teheran, Iran (2015) - Minsk, Belorusija (2015) (partner od 1994) - Carigrad, Turčija (2016) (partner od 2006) - Sofija, Bolgarija (2016) - Lima, Peru (2018) - Baku, Azerbajdžan (2021) (partner od 1997) - Bukarešta, Romunija (2022) |

### Partnerska mesta
| - Odesa, Ukrajina (1996) - Ankara, Turčija (1996) - Atene, Grčija (1997) - Pariz, Francija (1997) - Jeruzalem, Izrael (1998) - Riga, Latvija (2007) - Krakov, Poljska (2009) - Varšava, Poljska (2010) | - Budimpešta, Madžarska (2011) - Harkov, Ukrajina (2012) - Lvov, Ukrajina (2013) - Lincoln, Nebraska, ZDA (2013) - Guangdžov, Kitajska (2014) - Lublin, Poljska (2014) - Dublin, Irska (2014) - Praga, Češka |